# Vanaküla (Põlva)
Vanaküla (Võro: Vanakülä) is een plaats in de Estlandse gemeente Põlva vald, provincie Põlvamaa. De plaats heeft de status van dorp (Estisch: küla) en telt 67 inwoners (2021). De naam betekent ‘Het oude dorp’.

## Ligging
De spoorlijn Tartu - Petsjory loopt over het grondgebied van het dorp, dat echter geen station heeft. Holvandi is het dichtstbijzijnde station. Ten zuiden van de spoorlijn loopt de grens met het buurdorp Lutsu.
De rivier Lutsu loopt door het dorp. De grens met het buurdorp Kauksi loopt door het meer Kauksi järv (11,3 ha), waar de Lutsu doorheen stroomt.
Op het grondgebied van Vanaküla ligt de heuvel Kalmetimägi. Hier zijn resten van een begraafplaats gevonden en volgens de overlevering lag hier een offersteen, die echter verdwenen is. Naast de plaats waar de steen heeft gelegen staat nog steeds een jeneverbesstruik, die de status van heilige boom had.

## Geschiedenis
Vanaküla was een groot dorp op het landgoed Alt-Koiküll-Kirrumpäh (Vana-Koiola), dat in 1627 voor het eerst werd genoemd als Wanna Kuella. In 1638 heette het dorp Wannakülla. Na de 17e eeuw zijn Lutsu, Kiisa en Holvandi van Vanaküla afgesplitst.